# Anke Allemeersch
Anke Allemeersch (14 november 1982) is een Belgisch volleybalster.

## Levensloop
Allemeersch was actief bij Asterix Kieldrecht. Met deze club won ze in het seizoen 2005-'06 de Beker van België en de Supercup. Ook was ze onder meer actief bij VC Oudegem, Hermes Oostende en VDK Gent. 